# Klingenmünster
Klingenmünster – miejscowość i gmina w Niemczech, w kraju związkowym Nadrenia-Palatynat, w powiecie Südliche Weinstraße, wchodzi w skład gminy związkowej Bad Bergzabern.

## Galeria

Klingenmünster
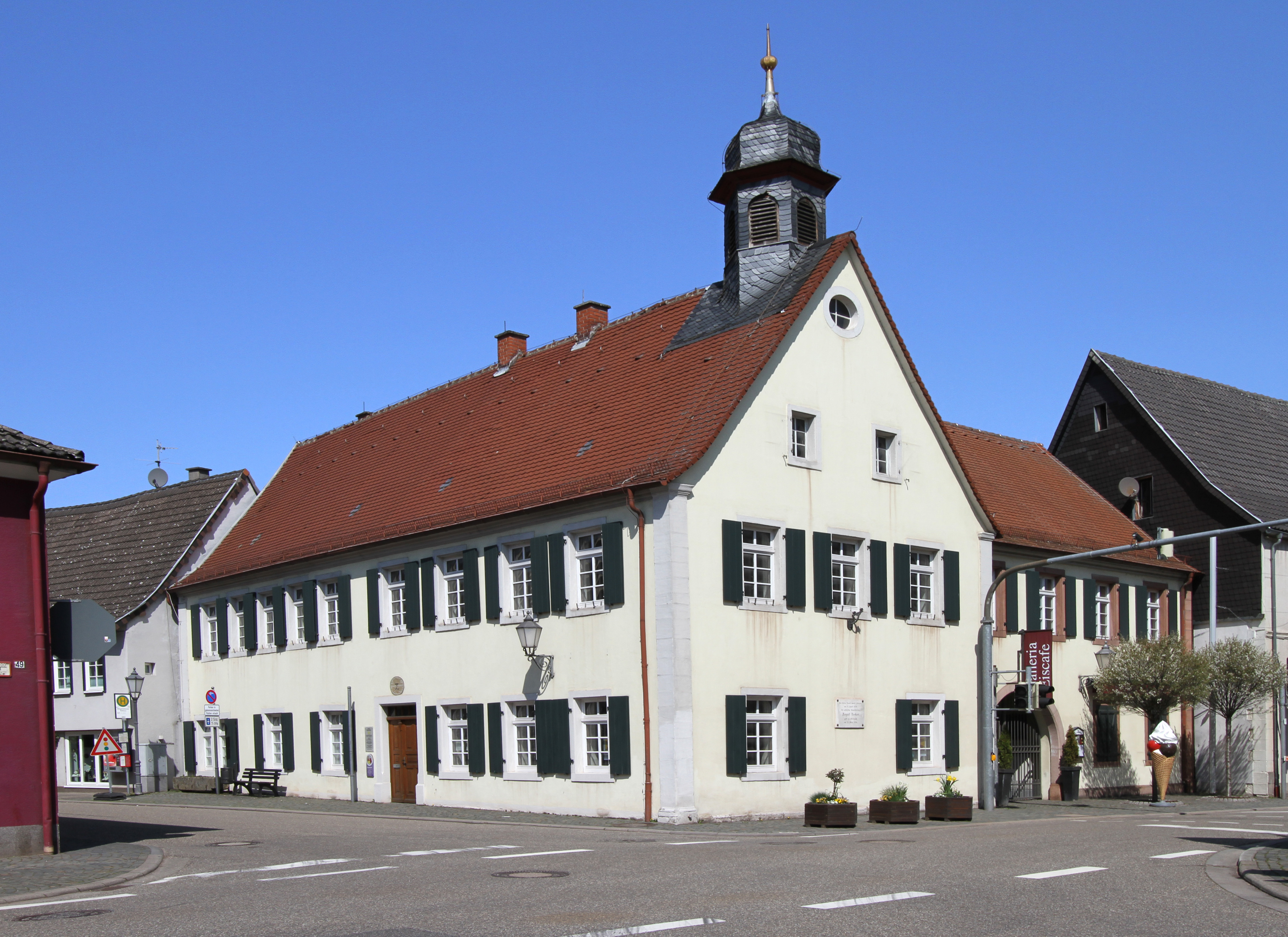
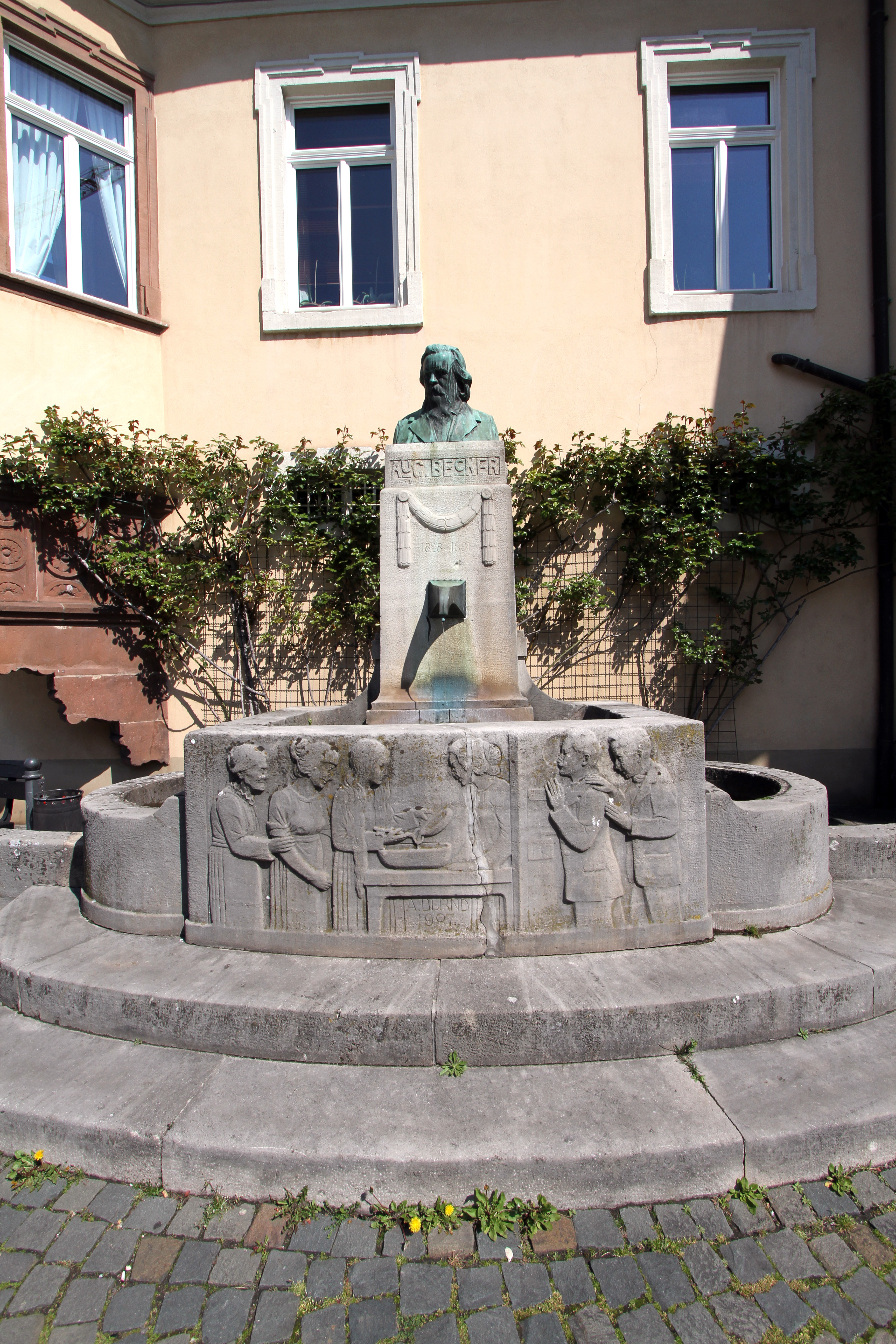
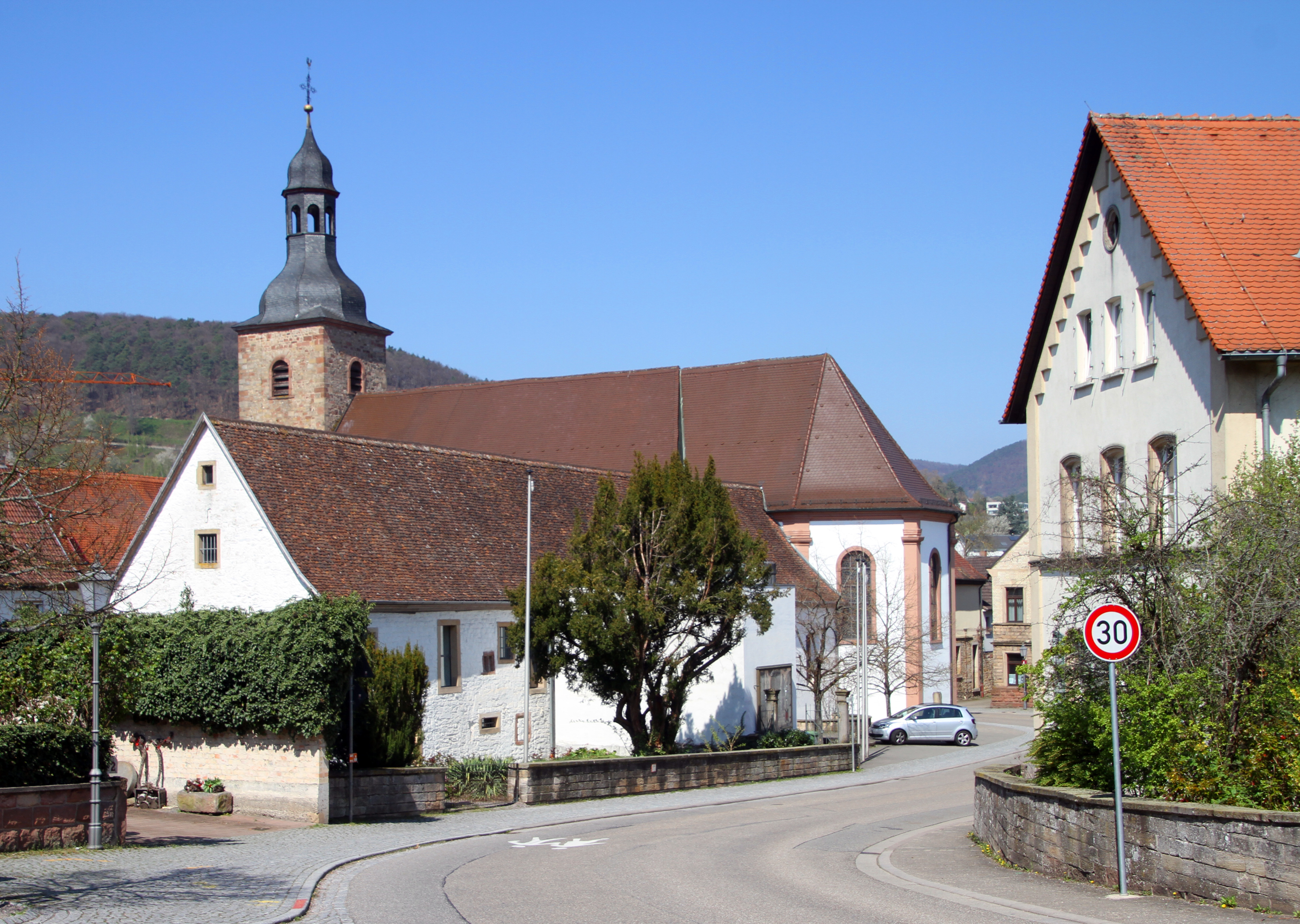
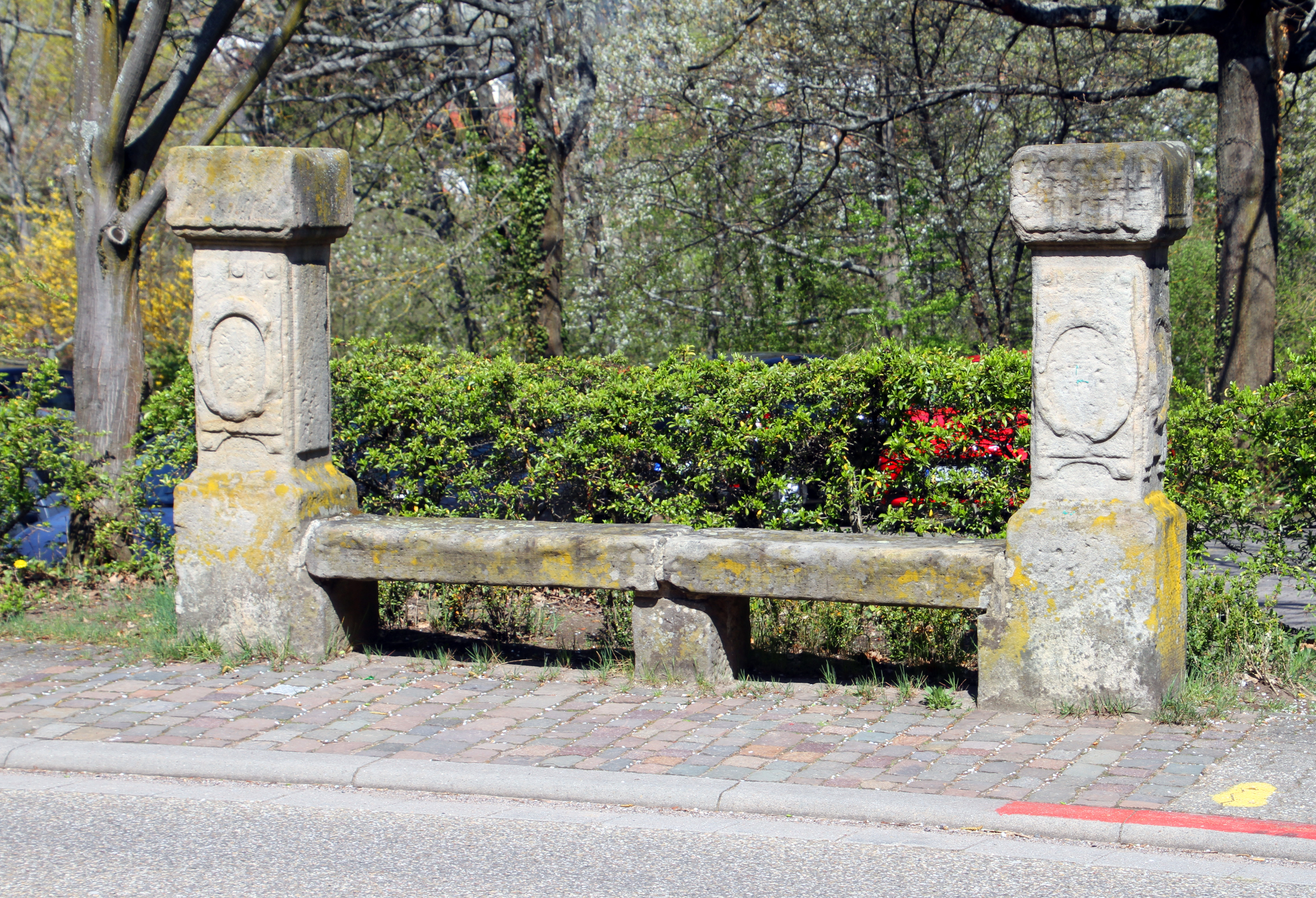
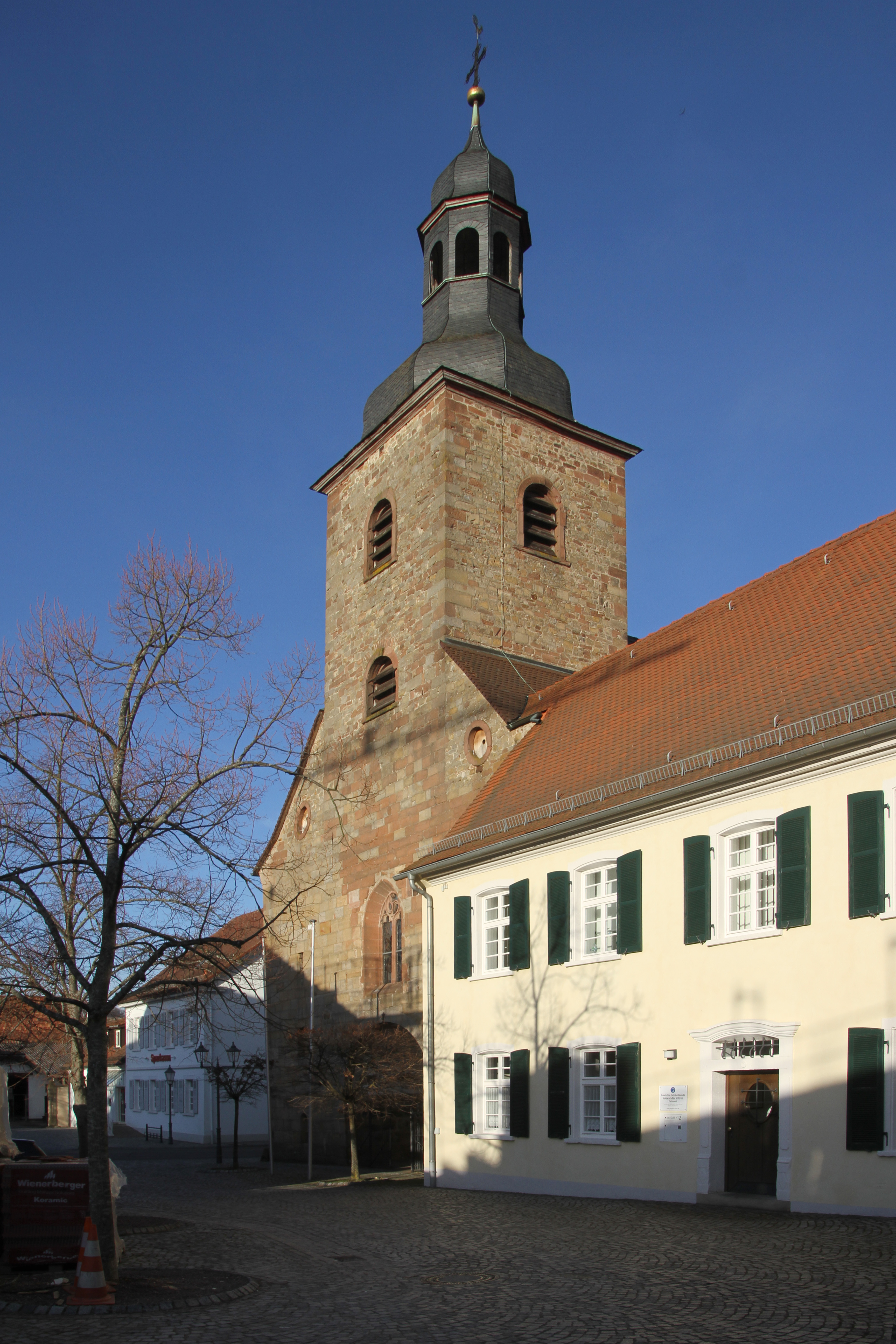
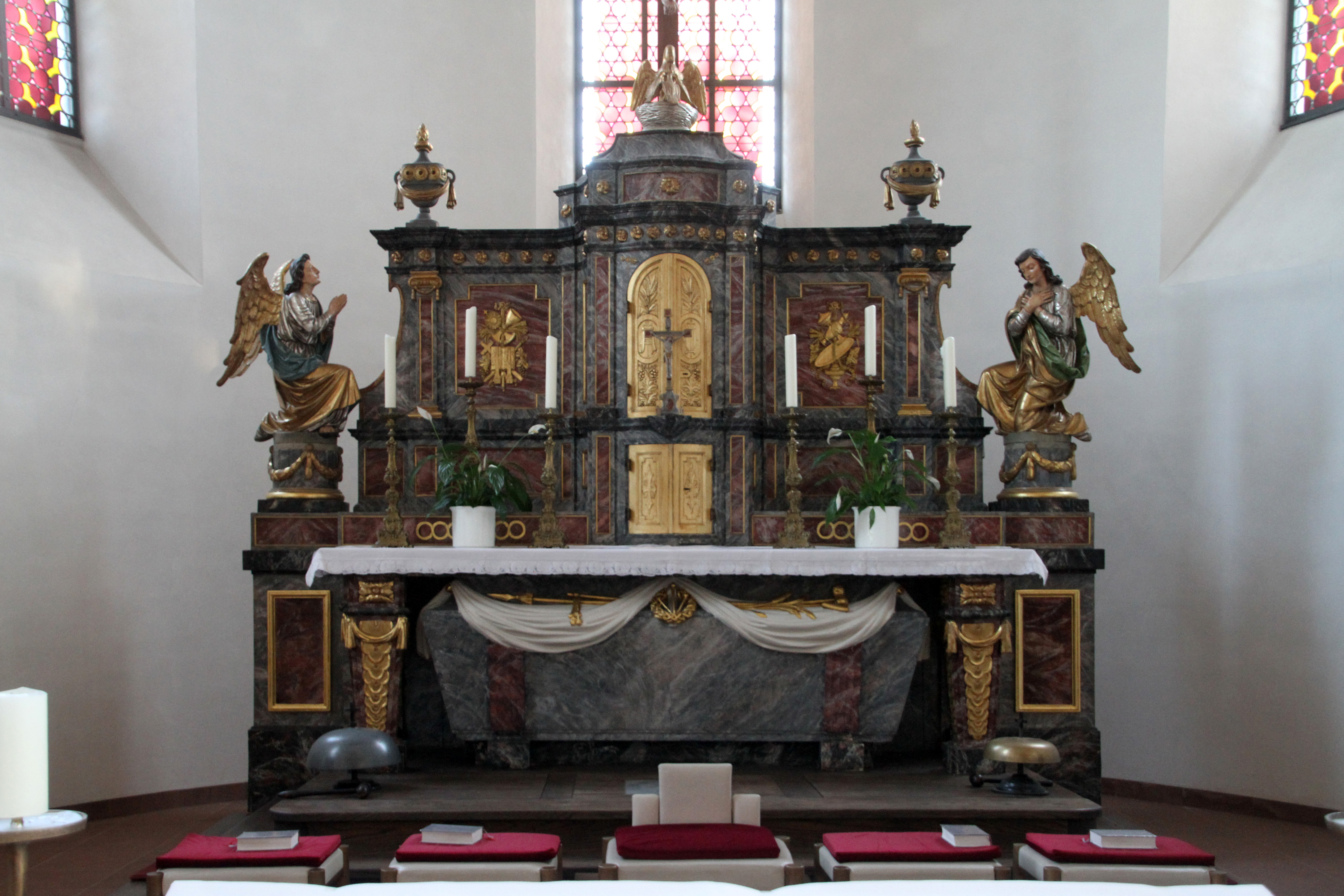
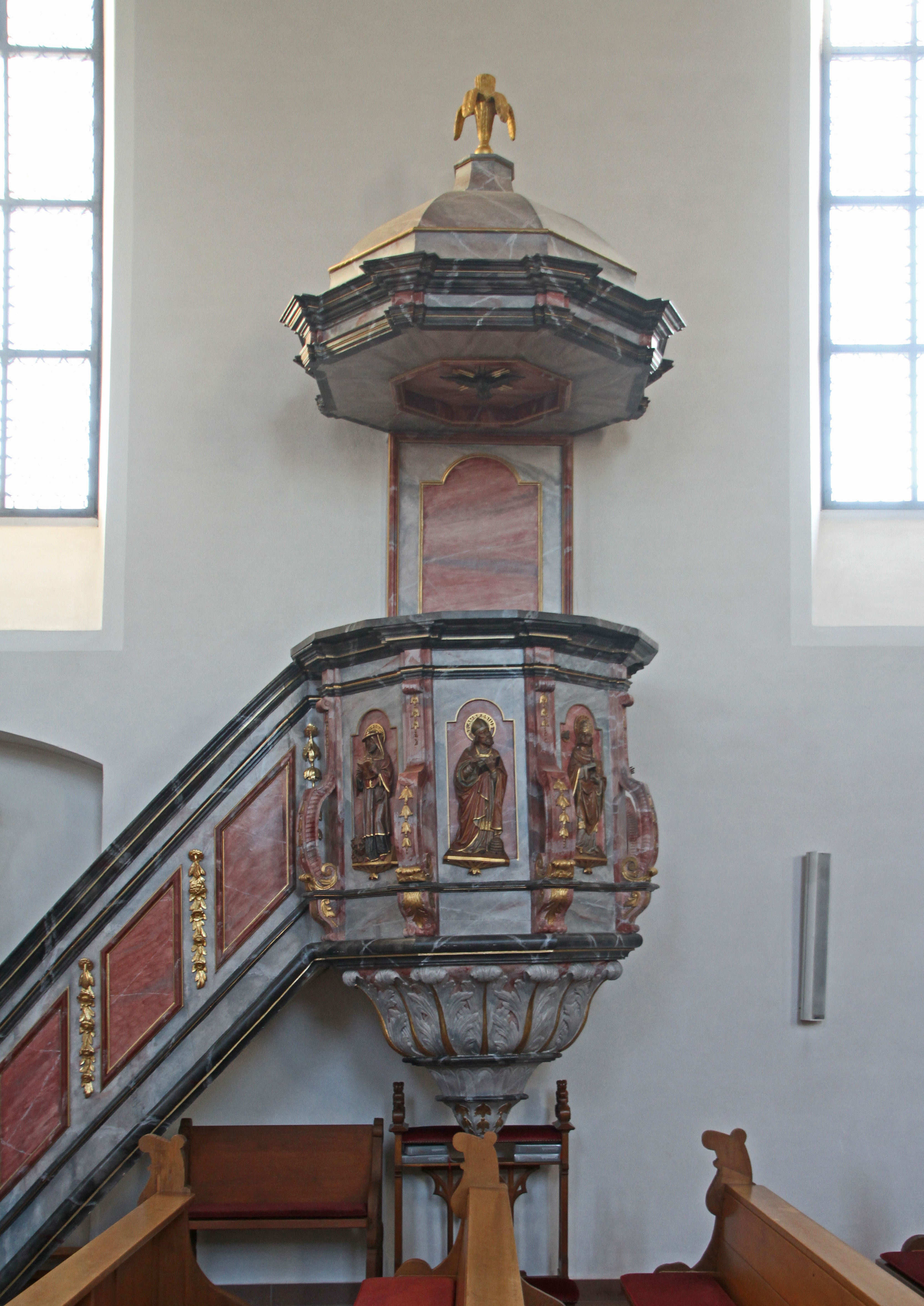
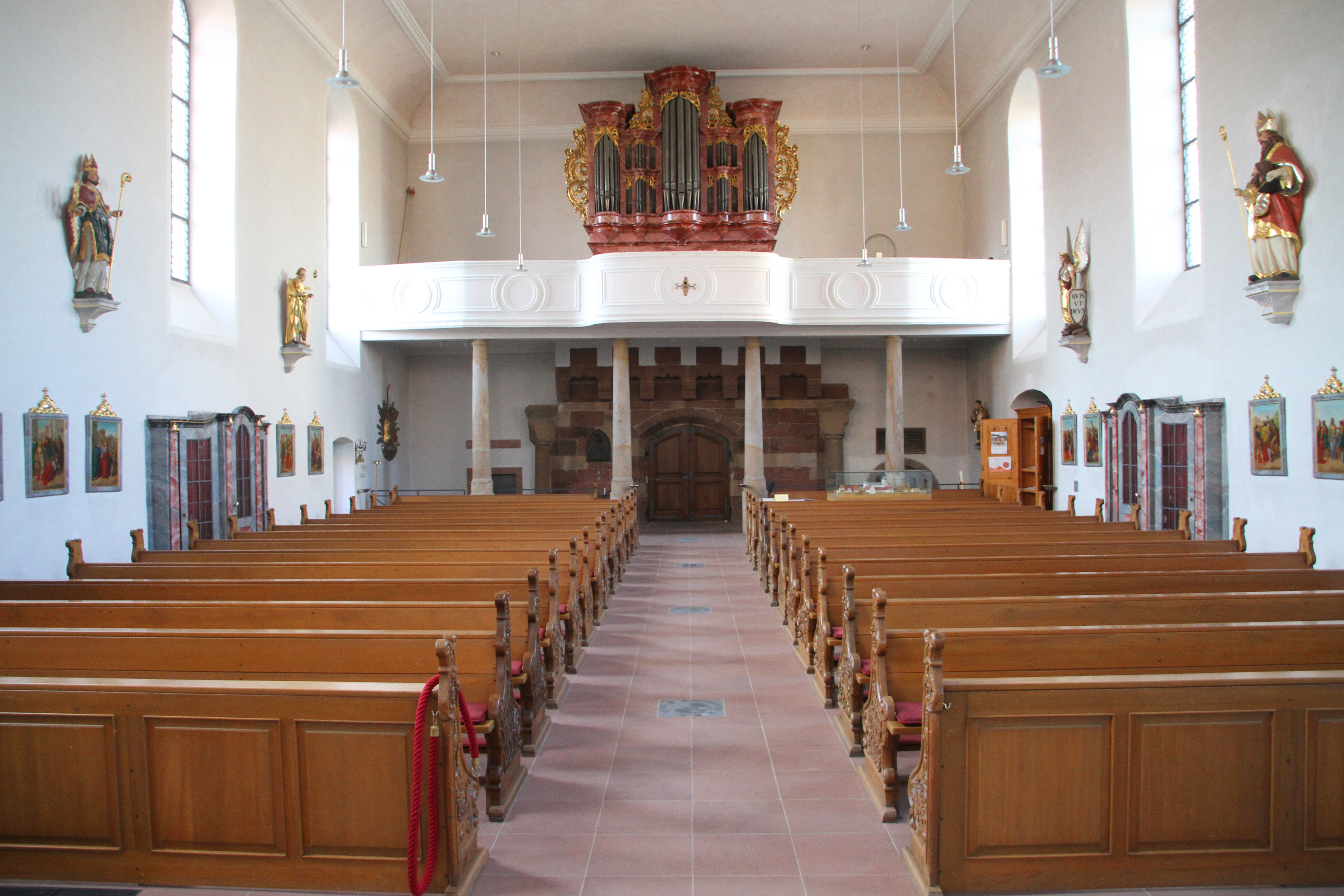
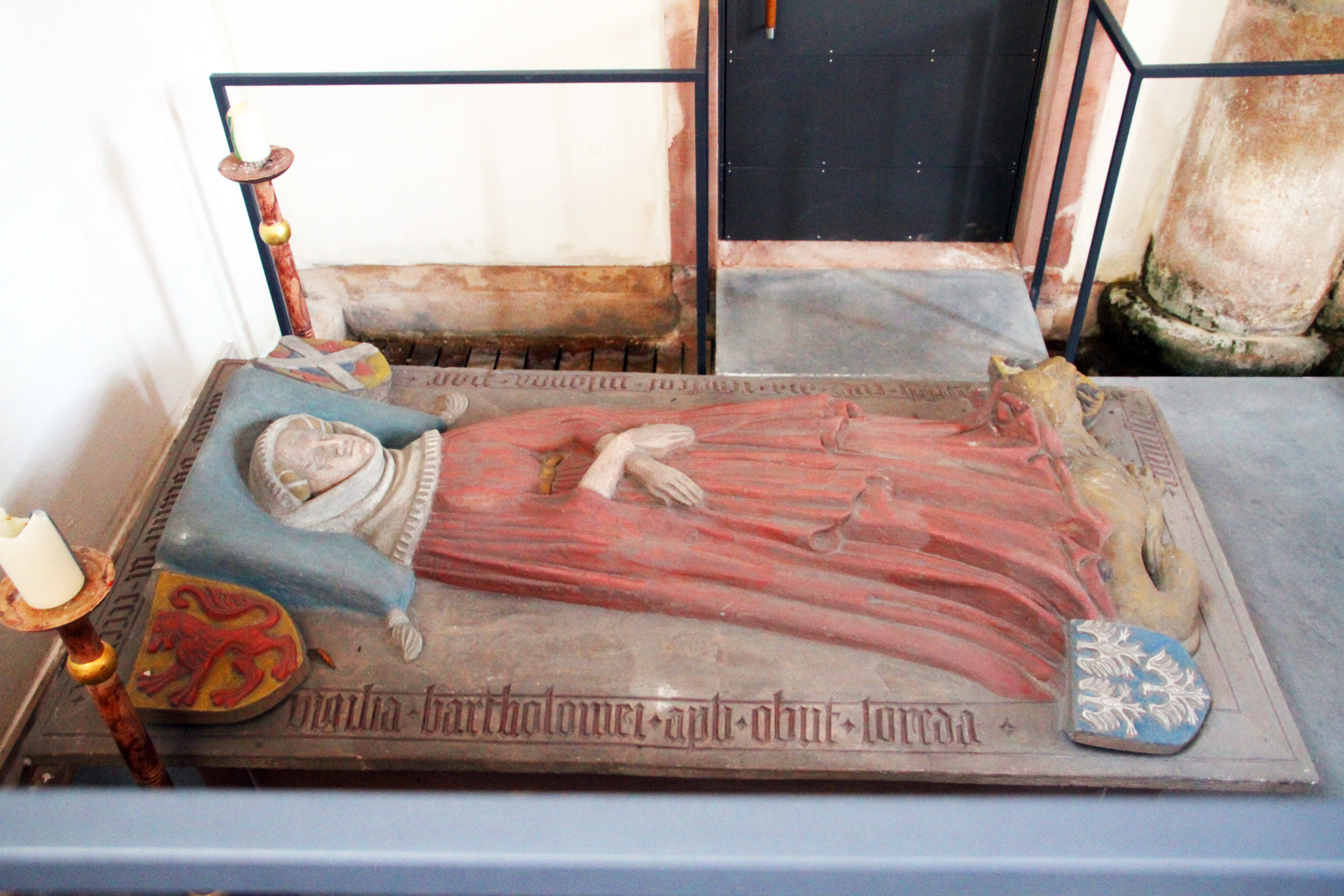
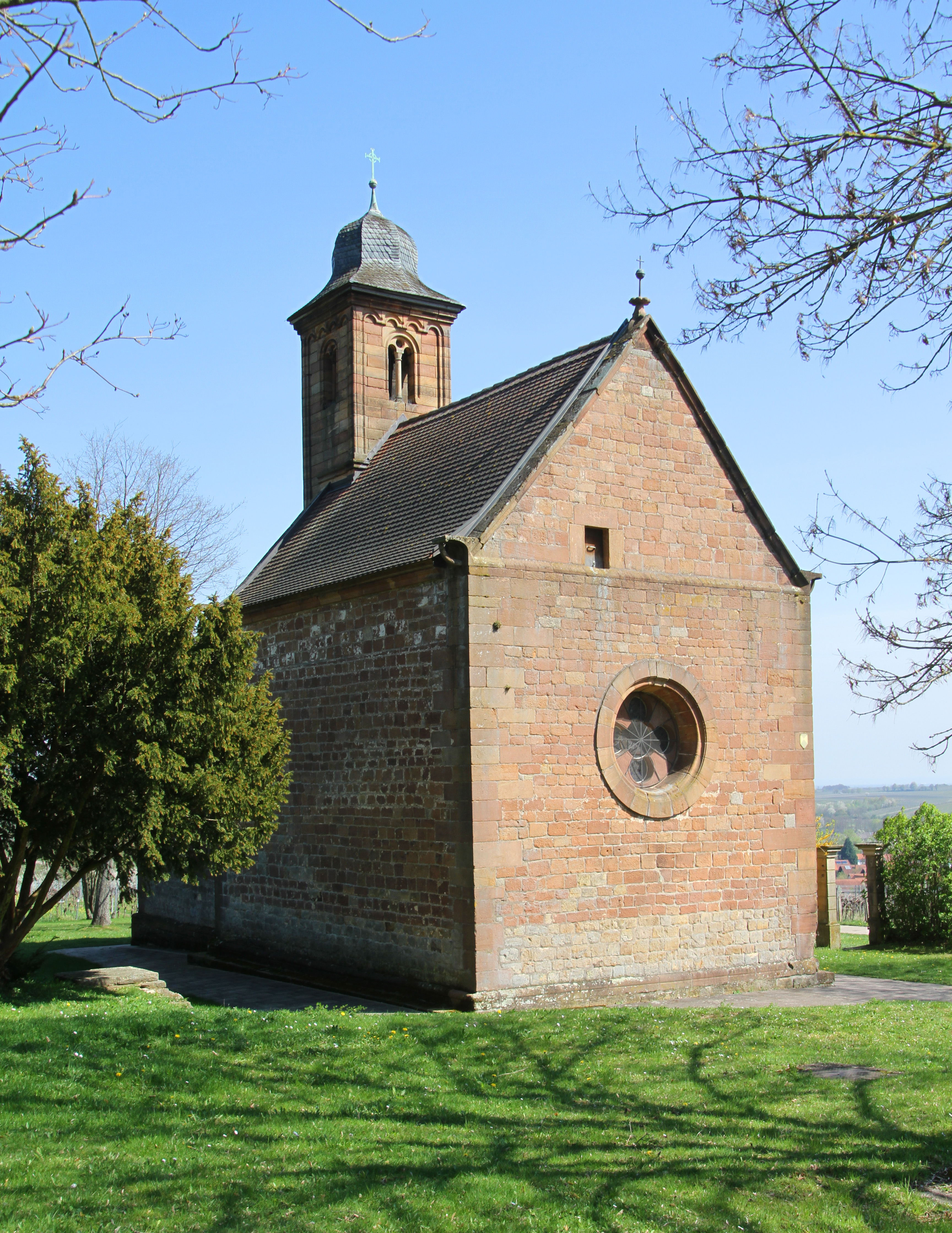